# 伊斯基亚-迪卡斯特罗
伊斯基亚-迪卡斯特罗（義大利語：Ischia di Castro），是意大利拉齐奥大区维泰博省的一个市镇。总面积104.73平方公里，人口2429人，人口密度23.2人/平方公里（2009年）。ISTAT代码为056031。